# Connorochloa
Connorochloa, monotipski rod trajnica iz porodice travovki. Jedina vrsta je Novozelandski endem C. tenuis,. Nalazi se na oba otoka, Sjevernom i Južnom. Connorochlora je morfološki najsličnija nekim vrstama Anthosachne, a razlikuje se od njih po tome što je oktoploidna i po kombinaciji bazalnih listova širokih 1–1,5 (-2,0) mm, gornjih listova koji imaju 1,3–6,5 mm duge osje i ravne osi leme (9-)15(–35) mm dug.

## Sinonimi
- Elymus tenuis (Buchenau) Á.Löve & Connor; New Zealand J. Bot. 20(2): 183 (1982)
- Agropyron scabrum var. tenue Buchanan; Indig. Grass. N. Zeal.: t. 57b, Add.: 11 (1880)
- Agropyron tenue (Buchanan) Connor; N. Z. J. Sci. & Techn., Sect. B 35: No. 4, 318(1954), reimpr.